# Сельское поселение «Посёлок Детчино»
Сельское поселение «Посёлок Детчино» — муниципальное образование в составе Малоярославецкого района Калужской области России.
Центр — село Детчино.

## Население
| 2010  | 2012  | 2013  | 2014  | 2015  | 2016  | 2017  |
| ----- | ----- | ----- | ----- | ----- | ----- | ----- |
| 5595  | ↘5540 | ↘5519 | ↘5439 | ↘5416 | ↘5389 | ↘5363 |
| 2018  | 2019  | 2020  | 2021  |       |       |       |
| ↘5355 | ↗5360 | ↘5346 | ↗5775 |       |       |       |

## Состав
В поселение входят 16 населённых мест:
| №  | Населённый пункт | Тип населённого пункта          | Население |
| -- | ---------------- | ------------------------------- | --------- |
| 1  | Детчино          | деревня, административный центр | ↘4881     |
| 2  | Авдотьино        | деревня                         | ↗20       |
| 3  | Барановка        | деревня                         | →0        |
| 4  | Богрово          | деревня                         | ↘1        |
| 5  | Букрино          | деревня                         | ↗66       |
| 6  | Быково           | деревня                         | ↘7        |
| 7  | Верхние Горки    | деревня                         | ↗68       |
| 8  | Желудовка        | деревня                         | ↘76       |
| 9  | Корнеевка        | деревня                         | ↗2        |
| 10 | Кульнево         | деревня                         | ↘152      |
| 11 | Курдюковка       | деревня                         | ↘19       |
| 12 | Малахово         | деревня                         | ↘11       |
| 13 | Мокрище          | деревня                         | ↘2        |
| 14 | Нижние Горки     | деревня                         | ↗19       |
| 15 | Таурово          | деревня                         | ↗80       |
| 16 | Тимохино         | деревня                         | ↗62       |